# Avessac

Localització d'Avessac

Avessac (en bretó Avezeg) és un municipi francès, situat a la regió de país del Loira, al departament de Loira Atlàntic, que històricament va formar part de la Bretanya. L'any 2006 tenia 2.357 habitants. Limita amb Saint-Nicolas-de-Redon, Fégréac, Plessé, Guémené-Penfao, Massérac a Loira Atlàntic i Sainte-Marie a Ille i Vilaine.

## Demografia
| 1962                                       | 1968  | 1975  | 1982  | 1990  | 1999  |
| ------------------------------------------ | ----- | ----- | ----- | ----- | ----- |
| 2.314                                      | 2.405 | 2.356 | 2.395 | 2.223 | 2.154 |
| Des de 1962: població sense dobles comptes |       |       |       |       |       |

## Administració
| Període | Identitat        | Partit |
| ------- | ---------------- | ------ |
| -2008   | Robert Bougouin  |        |
| 2008-   | Bernard Delannée |        |